# Spa (Belgia)
Spa (wa. Spå, Spâ) – miasto uzdrowiskowe  we wschodniej Belgii, w Regionie Walońskim, w prowincji Liège, w okręgu Verviers. 1 stycznia 2024 roku liczyło 9812 mieszkańców. Jest położone w dolinie pomiędzy wzgórzami będącymi częścią Ardenów, ok. 35 km na południowy wschód od Liège. Prawa miejskie uzyskało w 1594 roku.
Znane z leczniczych źródeł termalnych Spa jest uzdrowiskiem już od XIV wieku. Niektórzy twierdzą, że od nazwy miasta przyjął się w języku angielskim, a później i polskim, termin spa jako ogólne określenie kurortu z wodami leczniczymi lub ośrodka hydroterapii, który z czasem przybrał szersze znaczenie.
W 2021 roku miasto – jako jedno ze wspaniałych miast uzdrowiskowych Europy – zostało wpisane na listę światowego dziedzictwa UNESCO. 

## Historia
W 1918 miasto było kwaterą główną niemieckiej armii. Stąd wyruszyli niemieccy delegaci na konferencję pokojową kończącą I wojnę światową. Latem 1920 odbyła się tu konferencja dotycząca realizacji przez Niemcy postanowień traktatu wersalskiego.

## Podział administracyjny
W skład miasta nie wchodzi żadna dzielnica (section).

## Sport
Obecnie Spa znane jest również z odbywającego się tu Grand Prix Belgii Formuły 1 na torze Circuit de Spa-Francorchamps.

## Osoby
Ze Spa pochodził detektyw Herkules Poirot, postać literacka stworzona przez Agathę Christie.

## Współpraca
Miejscowości partnerskie:
- Cabourg, Francja
- Eguisheim, Francja
- Gabicce Mare, Włochy
- La Garde, Francja